# 공개유한회사
공개유한회사(公開有限會社, public limited company(plc))는 일반 대중에게 주식이 공개된 상장회사이다. 인정되는 최소량 이상의 주식자본이 있어야 한다.

## 같이 보기
- 공개 회사
- 유한책임회사
- 유한책임조합